# صبحي عيط
صبحي عيط ممثل تلفزيوني وإذاعي ومسرحي وممثل صوت لبناني. برز في دبلجة مسلسلات والبرامج الوثائقية والرسوم المتحركة.

## فيلموغرافيا

### تلفاز
- عين الشوق (1999)
- سنابل الحب (1997)
- ذئاب الجاهلية (1988)
- مسلسل الفجر (1987)
- رحلت ذات الصباح (1986)
- مسلسل البخلاء (1986)
- مسلسل هلا (1986)
- الفاتحون (1984)
- أبو الطيب (مالئ الدنيا وشاغل الناس) (1983)
- ليالي شهرزاد (1980)
- غدا تزهر الأرض (1979)
- عازف الليل (1978)
- سمرا (1977)
- يسعد مساكم (1976)
- محاكمات أدبية (1974)
- أخوت شاناي (1973)
- مقامات الحريري (1972)
- كانت أيام (1964)

### أدوار الدبلجة
- اسألوا لبيبة
- أصحاب الكهف - دياكليتيانوس
- أنت وأنا
- البدايات المضيئة
- حكايات لا تنسى
- الجائزة الكبرى
- رحلة عنابة
- ريمي الفتى الشريد - السيد فيتاليس
- ساموراي جاك - أكو (النسخة العربية الفصحى)
- السبع المدهش - لبوط وغضبان
- المختار الثقفي - سعيد الثقفي
- مغامرات زينة ونحول
- مغامرات ساسوكي - جامبو
- مغامرات سندباد
- مغامرات الفضاء
- ميمونة ومسعود - العم دولفين الحكيم
- يوسف الصديق - خوفو

## وصلات خارجية
- صبحي عيط على موقع IMDb (الإنجليزية)
- صبحي عيط على موقع قاعدة بيانات الأفلام العربية